# Estação Tetuán
Tetuán é uma estação da Linha 1 do Metro de Madrid (Espanha).

## História

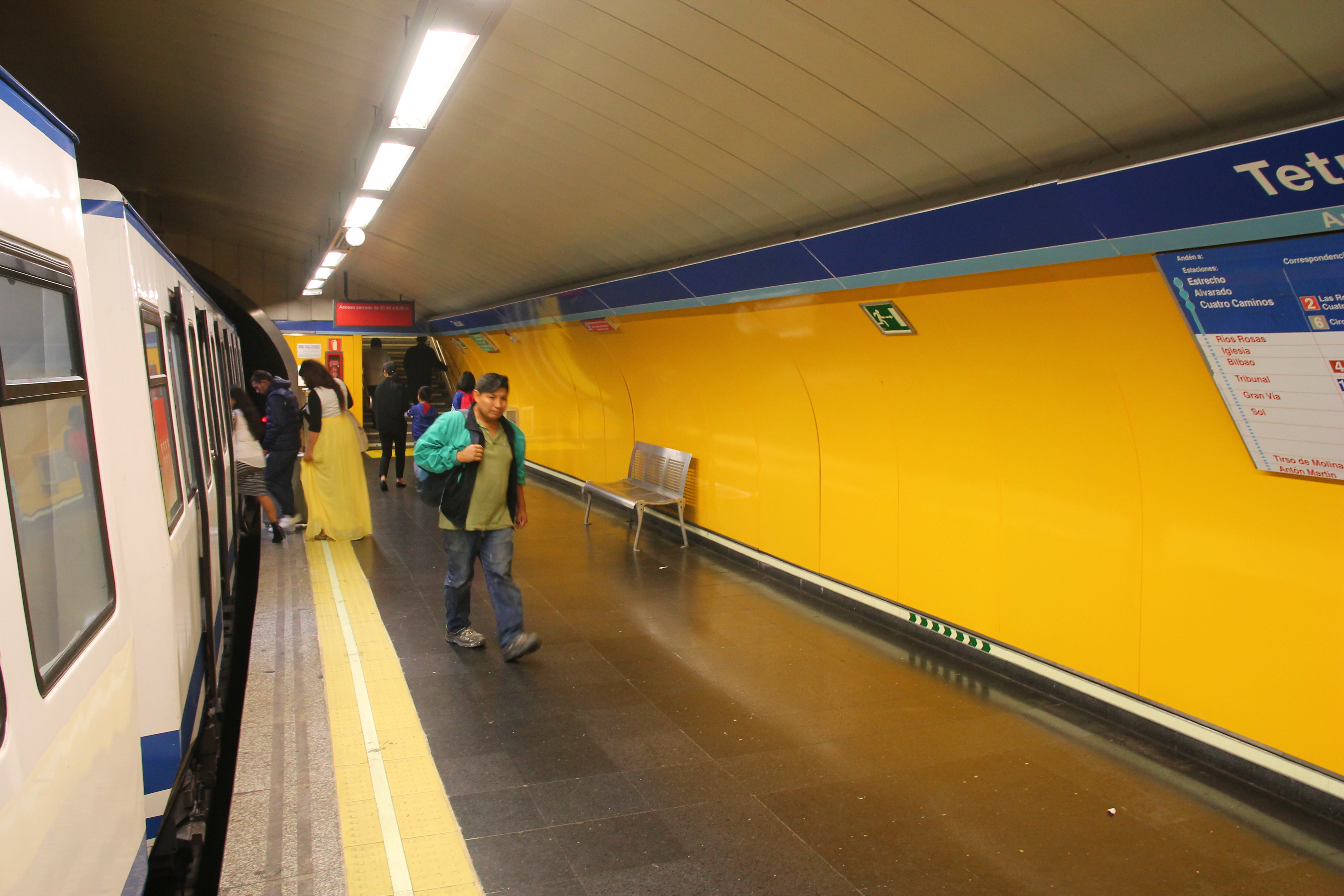
Plataforma de embarque.

A estação foi aberta ao público em 6 de março de 1929, e ao longo da década de 1960 foi reformada, quando as plataformas de embarque foram aumentadas de 60 para 90 m. A estação foi o terminal da linha até 4 de fevereiro de 1961, quando a linha foi estendida até a Estação Plaza de Castilla.